# Miękisz

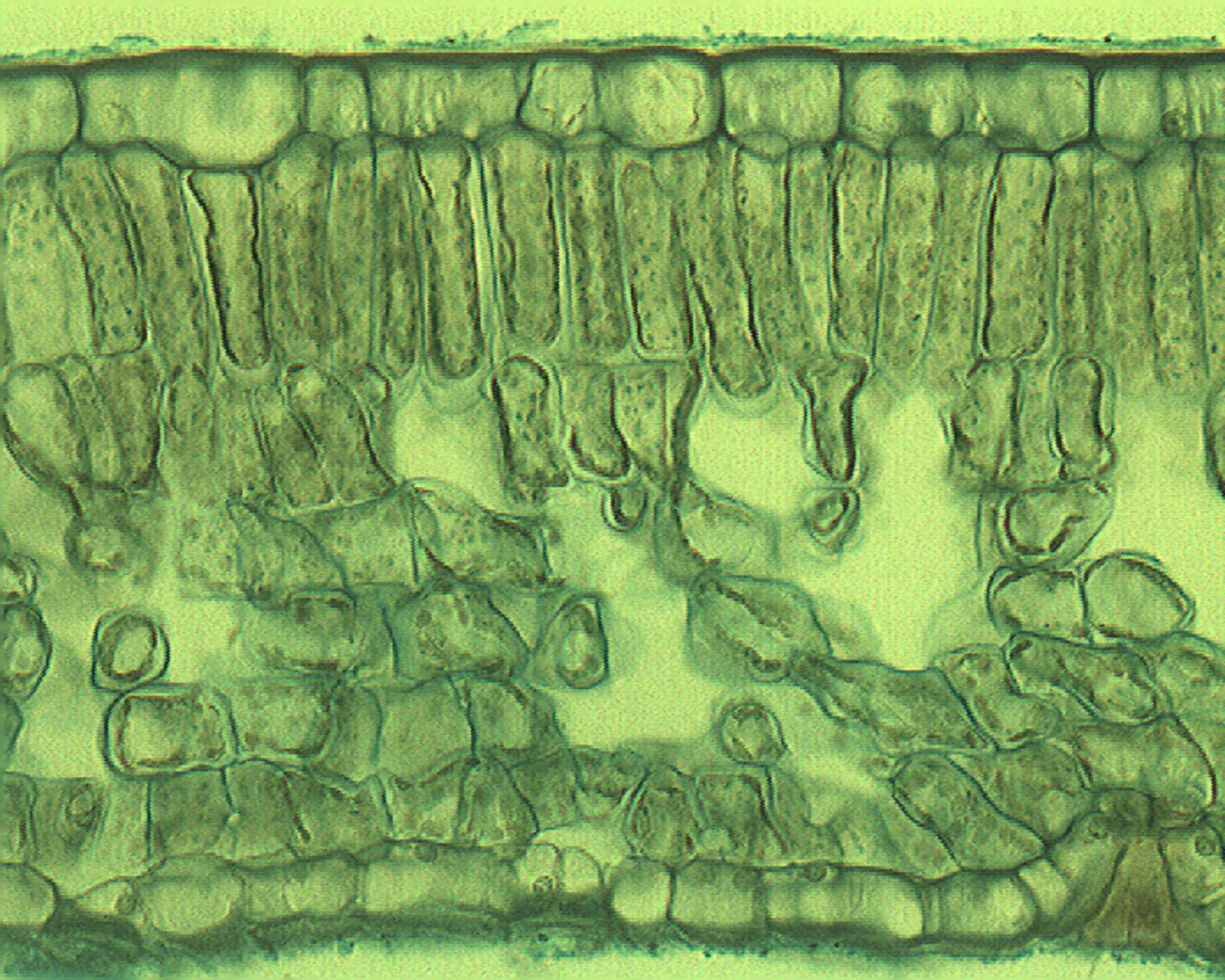
Miękisz palisadowy i gąbczasty w liściu

Miękisz, tkanka miękiszowa, parenchyma (gr. parénchyma – miąższ) – jednorodna tkanka roślinna, która wypełnia znaczną część organizmów roślin. Zbudowana z żywych, zwykle dużych (0,05 – 0,5 mm) i cienkościennych komórek, o ścianach celulozowych, rzadko drewniejących, z dużą wakuolą otoczoną cytoplazmą. Protoplast jest mało wyspecjalizowany. Charakterystyczną cechą miękiszu jest występowanie przestworów międzykomórkowych. Komórki miękiszu zachowują zdolność do podziałów i odróżnicowania, dzięki czemu odgrywają istotną rolę w zjawiskach regeneracyjnych.
Miękisz jest tkanką występującą we wszystkich częściach ciała rośliny i wchodzi w skład wszystkich tkanek złożonych. Tkanki miękiszowe pełnią w roślinie zasadnicze czynności fizjologiczne przemiany materii, uczestniczą w fotosyntezie, oddychaniu, osmozie, transpiracji, gromadzą także substancje zapasowe i wodę. Mimo że miękisz zbudowany jest z cienkościennych komórek, w stanie turgoru pełni jednak w roślinach istotną funkcję mechaniczną.

## Podział tkanki miękiszowej
Ze względu na strukturę tkanki wyróżnia się:
- miękisz asymilacyjny (chlorenchyma) – występuje w liściach i zielonych łodygach, zawiera chloroplasty (ciałka zieleni, zawierające zielony barwnik chlorofil), w nim zachodzi fotosynteza,
  - miękisz palisadowy – odmiana chlorenchymy u roślin okrytonasiennych dwuliściennych,
  - miękisz gąbczasty – odmiana chlorenchymy u roślin okrytonasiennych dwuliściennych i jednoliściennych,
  - miękisz wieloramienny – odmiana chlorenchymy u roślin nagonasiennych,
- miękisz powietrzny (aerenchyma) – tworzy przestrzenie wypełnione powietrzem, co zmniejsza ciężar rośliny (występuje np. u roślin wodnych).

Ze względu na kryterium pochodzenia wyróżnia się:
- miękisz pierwotny - powstający z merystemu pierwotnego,

- miękisz wtórny - powstający z merystemu wtórnego.

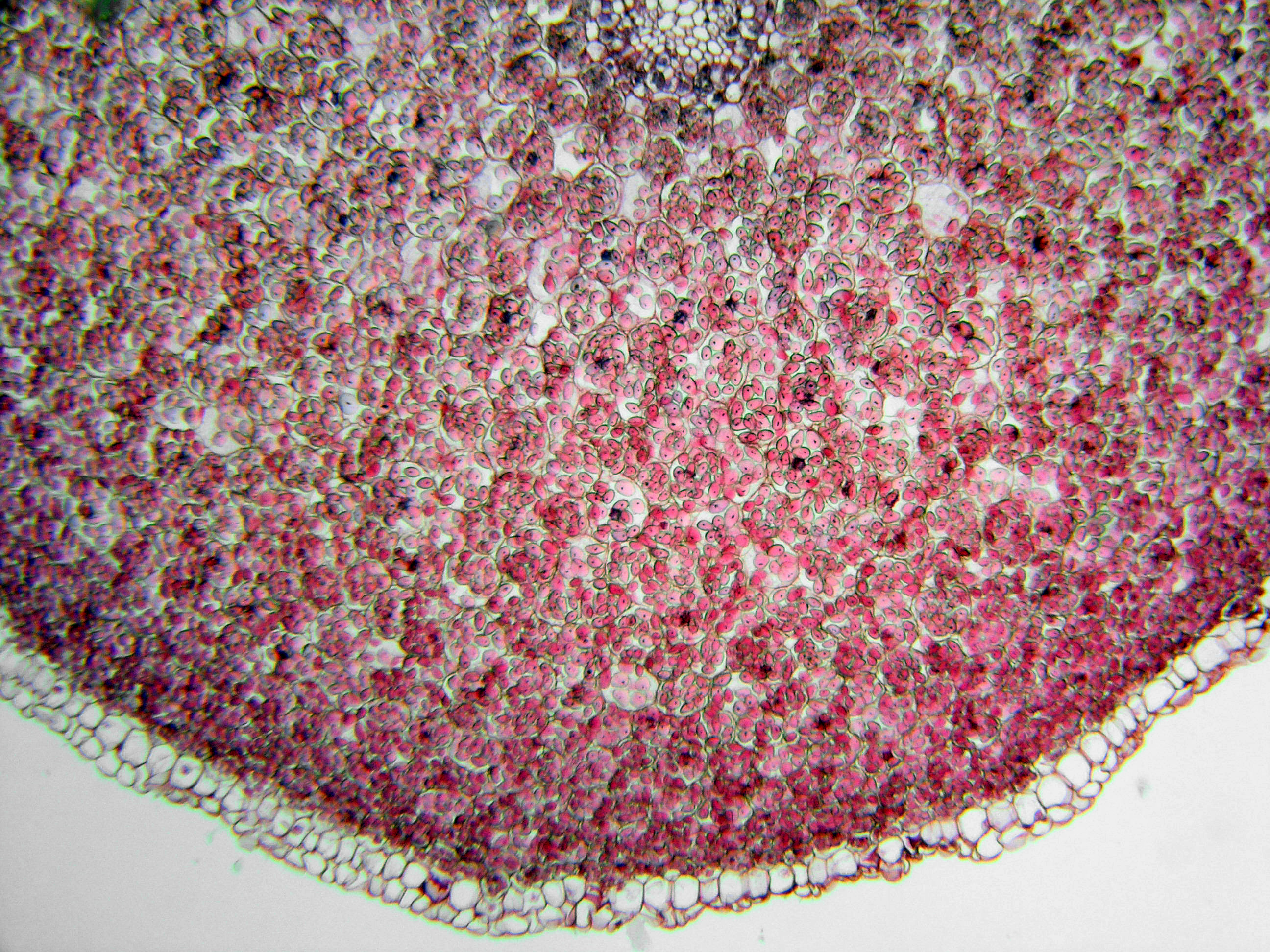
Parenchyma pełniąca funkcje tkanki spichrzowej w korzeniu Ranunculus ficaria

Ze względu na pełnione funkcje wśród tkanek miękiszowych wyróżnia się:
- miękisz spichrzowy – pełni funkcję magazynującą, gromadzi materiały zapasowe (skrobia, tłuszcze, białka); występuje w organach spichrzowych roślin, np. w owocach, nasionach i korzeniach,
  - miękisz wodny (miękisz wodonośny) – magazynuje wodę, występuje szczególnie u sukulentów,
  - bielmo (endosperm) – przechowuje substancje zapasowe (np. skrobię lub tłuszcze) w nasionach roślin okrytonasiennych,
- miękisz zasadniczy – wypełnia przestrzenie między innymi tkankami w roślinie.

Poza tym w zależności od specjalizacji mówić można o:
- miękiszu wydzielniczym,

- miękiszu taninowym,
- miękiszu wyścielającym itp.

W końcu biorąc pod uwagę to, jakich tkanek złożonych miękisz jest częścią wyróżnia się:
- miękisz rdzeniowy
  - miękisz drzewny
  - miękisz łykowy